# Еритрея (Йония)
 Тази статия е за полис в Древна Гърция.  За държавата вижте Еритрея.  
Еритрея също Еритрос и Еритре (на гръцки: Ἐρυθραί) е един от дванадесетте полиса на Ионийския съюз, разположен в Йония на крайбрежието на Мала Азия.
Павзаний уточнява, че Еритрос е колония на заселници от Крит, в чието основаване участват критяни, ликийци, карийци и пафлагонци. Херодот съобщава, че хиосците и еритрейците говорят на един диалект, а самосците - на друг.
Разположен е на 22 километра североизточно от пристанището Кисс (съвременният Чешме), на неголям полуостров на равно разстояние от планините Мимант и Корик, точно срещу остров Хиос. На полуострова се правело много хубаво вино.
Еритрея е известна с това, че в нейното светилище на Аполон пророкувала сибила, известна като Еритрейската сибила.